# Зюйдам, Роберт
Роберт Зюйдам (нидерл. Robert Zuidam; род. 23 сентября 1964, Гауда) — нидерландский композитор.

## Биография
Учился в Роттердамской консерватории у Филиппа Бусманса и Класа де Фриса (1984—1989). С 1989 года занимался в Тэнглвудском музыкальном центре в Массачусетсе у Оливера Кнуссена и Лукаса Фосса. Позднее много раз возвращался в Тэнглвуд как стипендиат, преподаватель, приглашенный композитор.

## Творчество
Основные интересы Зюйдама связаны с вокальной музыкой, прежде всего — оперной.

## Сочинения
- 1988—1990: Панчо Вилья для меццо-сопрано и фортепиано на тексты Амброза Бирса
- 1991: Calligramme/il pleut для двух голосов a cappella на стихи Аполлинера
- 1993—1994: Заморозки, опера о Патрисии Херст (заказана Хансом Вернером Хенце)
- 1991—1998: Trance Symphonies для оркестра
- 1997—2000: Песни на стихи Макнаггола для колоратурного сопрано
- 1998: К отверженным селеньям для вокального октета на стихи Данте, Рембо и Селина
- 2001—2002: Благородный дикарь, концерт для гобоя, валторны и камерного ансамбля
- 2002-2003: Неистовство любви, опера о Хуане Безумной
- 2005—2006: Пёс, камерная опера на тексты Отто Вейнингера
- 2009: Адам в изгнании, опера по одноименной трагедии Йоста ван ден Вондела
- 2010: Сестра Берткен, опера о нидерландской монахине-затворнице и мистической писательнице XV в.
- 2011: Песни души, вокальный цикл на стихи Иоанна Креста
- 2013:  Струнный квартет в трех частях

## Педагогическая деятельность
В 2010 выступал с лекциями в Гарварде.